# Želízy
Obec Želízy (dříve též Želizy, německy Schelesen) se nachází v okrese Mělník, kraj Středočeský, v údolí Liběchovky při silnici I/9 asi osm kilometrů severně od Mělníka a sedm kilometrů jihovýchodně od Štětí. Žije zde 518 obyvatel.

## Poloha a charakteristika
Jádrem obce je vesnice Želízy na levém břehu Liběchovky a osada Malý Hubenov na pravém břehu. Součástí obce Želízy jsou i části Sitné a Nové Tupadly, ležící ve vyšší poloze ve vzdálenosti asi 3 a 5 kilometrů severovýchodně při hřebenové silnici III/27310.
Již od 19. století je obec turistickým centrem. V Malém Hubenově je dnes kemp a koupaliště. Želízy a Malý Hubenov jsou rozcestím několika cyklotras a pěších značených turistických tras, mezi Želízami a Malým Hubenovem odbočuje krátká naučná stezka do mokřadu a lužního lesa v nivě Liběchovky. Na severním okraji vsi začíná Chráněná krajinná oblast Kokořínsko – Máchův kraj, oblast západně a jižně je chráněna jako přírodní park Rymáň.
Při odbočce silnice na Dolní Zimoř stojí dominanta obce, budova školy s věžičkou s hodinami, v níž dnes působí dvoutřídní obecní základní škola. Ta od roku 2003 tvoří jednou právnickou osobu s mateřskou školou, jejíž budova je na kraji vsi. V domě č. p. 65 proti škole je místní prodejna, označená jako minimarket. Asi o 200 metrů jižněji je v Želízech budova obecního úřadu.
Mezi turistické zajímavosti patří Čertovy hlavy, v pískovci tesané sochy Václava Levého z první poloviny 19. století, jižně od obce. Architektonické a technické zajímavosti jsou i v přidružených vsích.

## Historie
První písemná zmínka o obci pochází z roku 1410.[zdroj⁠?!] První zmínka o vsi Želízy je z roku 1360, kdy Mikuláš Pátek ze Želez pronajal zdejší statek strahovského premonstrátskému klášteru. První zmínka o vsi Malý Hubenov, dnešní části Želíz na opačné straně Liběchovky, pochází z roku 1376. Malý Hubenov byl ve třicetileté válce zpustošen a znovu osídlen až koncem 18. století. Název obce je odvozován od železitých pramenů.
Želízy byly až do počátku 17. století českou obcí, postupně se však poněmčovaly a před první světovou válkou zde žily jen tři české rodiny. V roce 1921 se zde k české národnosti hlásilo jen 23 občanů. V letech 1919–1923 zde ve Stüdlově penzionu, kde má dnes pamětní desku, bydlel spisovatel Franz Kafka. Rovněž zde působil hudební skladatel Josef Křička, který byl i prvním českým kronikářem obce. Za druhé světové války byly Želízy v rámci Sudet připojeny k Velkoněmecké říši, po válce zpět k Československu a obyvatelé německé národnosti byli nuceně vysídleni.

### Územněsprávní začlenění
Dějiny územněsprávního začleňování zahrnují období od roku 1850 do současnosti. V chronologickém přehledu je uvedena územně administrativní příslušnost obce v roce, kdy ke změně došlo:
- 1850 země česká, kraj Česká Lípa, politický okres Dubá, soudní okres Štětí[5]
- 1855 země česká, kraj Litoměřice, soudní okres Štětí
- 1868 země česká, politický okres Dubá, soudní okres Štětí
- 1939 Sudetenland, vládní obvod Ústí nad Labem, politický i soudní okres Dubá[6]
- 1945 země česká, správní okres Dubá, soudní okres Štětí[7]
- 1949 Pražský kraj, okres Mělník[8]
- 1960 Středočeský kraj, okres Mělník
- 2003 Středočeský kraj, okres Mělník, obec s rozšířenou působností Mělník

### Rok 1932
V obci Želízy (něm. Schelesen, přísl. Malý Hubenov, 400 obyvatel, telefonní úřad, poštovna) byly v roce 1932 evidovány tyto živnosti a obchody: zvěrolékař, pekař, obchod s lahvovým pivem, řezník, 2 holiči, zahradnictví, 4 hostince, 2 obchody se smíšeným zbožím, hotel Johann Bůrda, mlýn Wrba, pension Olga Stüdl, zámečník, kovář, krejčí, švadlena, 3 obuvníci, trafika, truhlář.

## Pamětihodnosti
- Tvrz Želízy[zdroj⁠?!]
- Čertovy hlavy mezi Liběchovem a Želízy

## Části obce
- Želízy
- Nové Tupadly
- Sitné

Od 1. července 1960 do 31. prosince 1992 k obci patřily i Chudolazy, od 1. ledna 1980 do 23. listopadu 1990 Vidim a od 1. ledna 1980 do 31. prosince 1992 také Osinalice a Osinaličky.

## Doprava
Dopravní síť
- Pozemní komunikace – Obcí prochází silnice I/9 Zdiby – Mělník – Želízy – Česká Lípa – Rumburk.

- Železnice – Železniční trať ani stanice na území obce nejsou. Nejblíže obci je železniční stanice Liběchov ve vzdálenosti 2 km ležící na trati 072 v úseku z Mělníka do Litoměřic.

Veřejná doprava 2012
- Autobusová doprava – V obci měly zastávky autobusové linky jedoucí do těchto cílů: Česká Lípa, Doksy, Dubá, Jablonné v Podještědí, Kokořín, Mělník, Mimoň, Nový Bor, Praha.

## Turistika
- Cyklistika – Územím obce vedou cyklotrasy č. 0010 Kokořín – Dolní Zimoř – Želízy, č. 0012 Dobřeň – Vidim – Tupadly – Malý Hubenov a č. 0057 Liběchov – Želízy – Chcebuz – Tuhaň.
- Pěší turistika – Územím obce vedou turistické trasy Liběchov – Želízy – Tupadly, Mělník – Liběchov – Želízy – Tupadly – Rač – Rozprechtice a Štětí – Mariánská kaple – Želízy – Zimořský důl – Vidim.

## Galerie

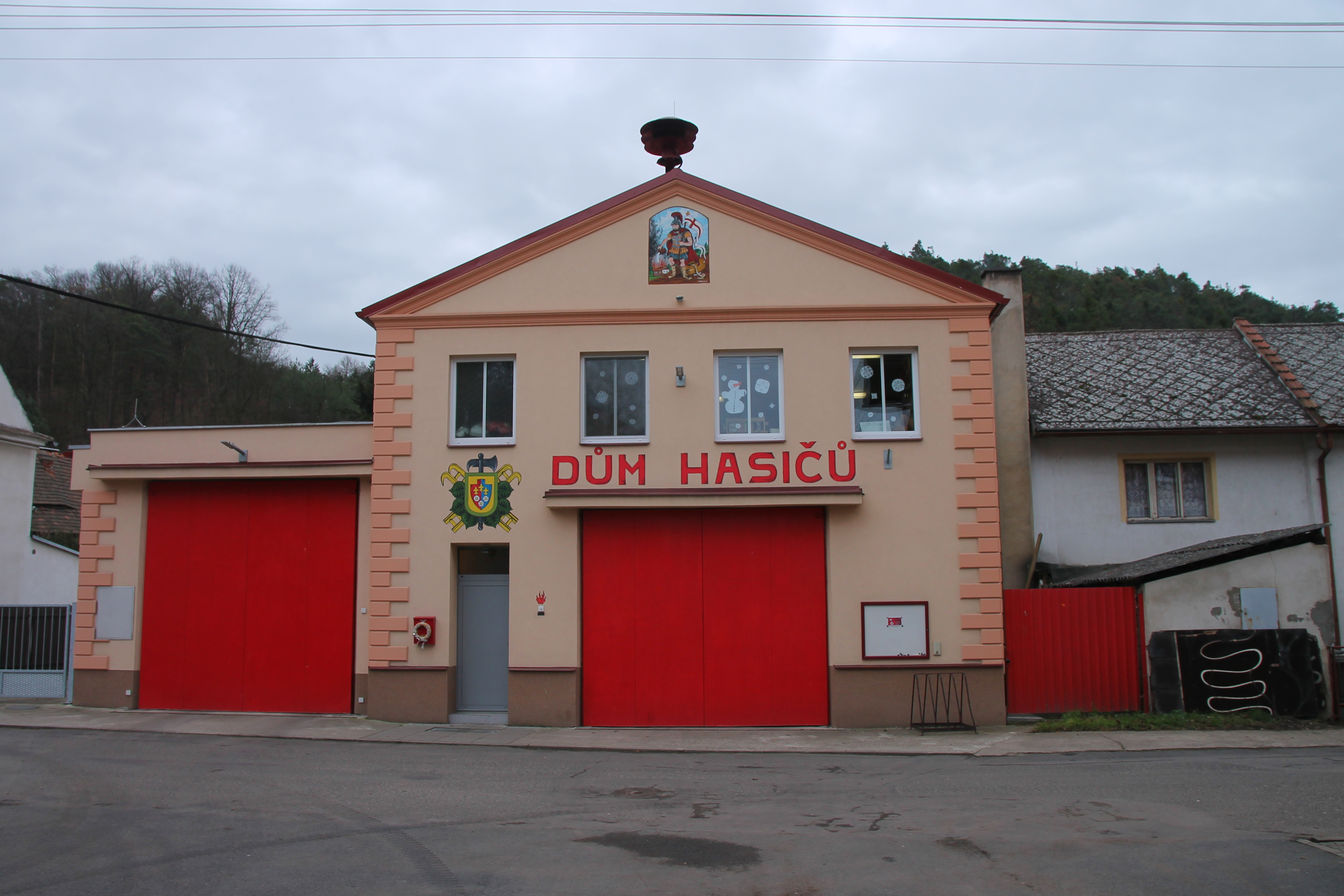
Dům hasičů
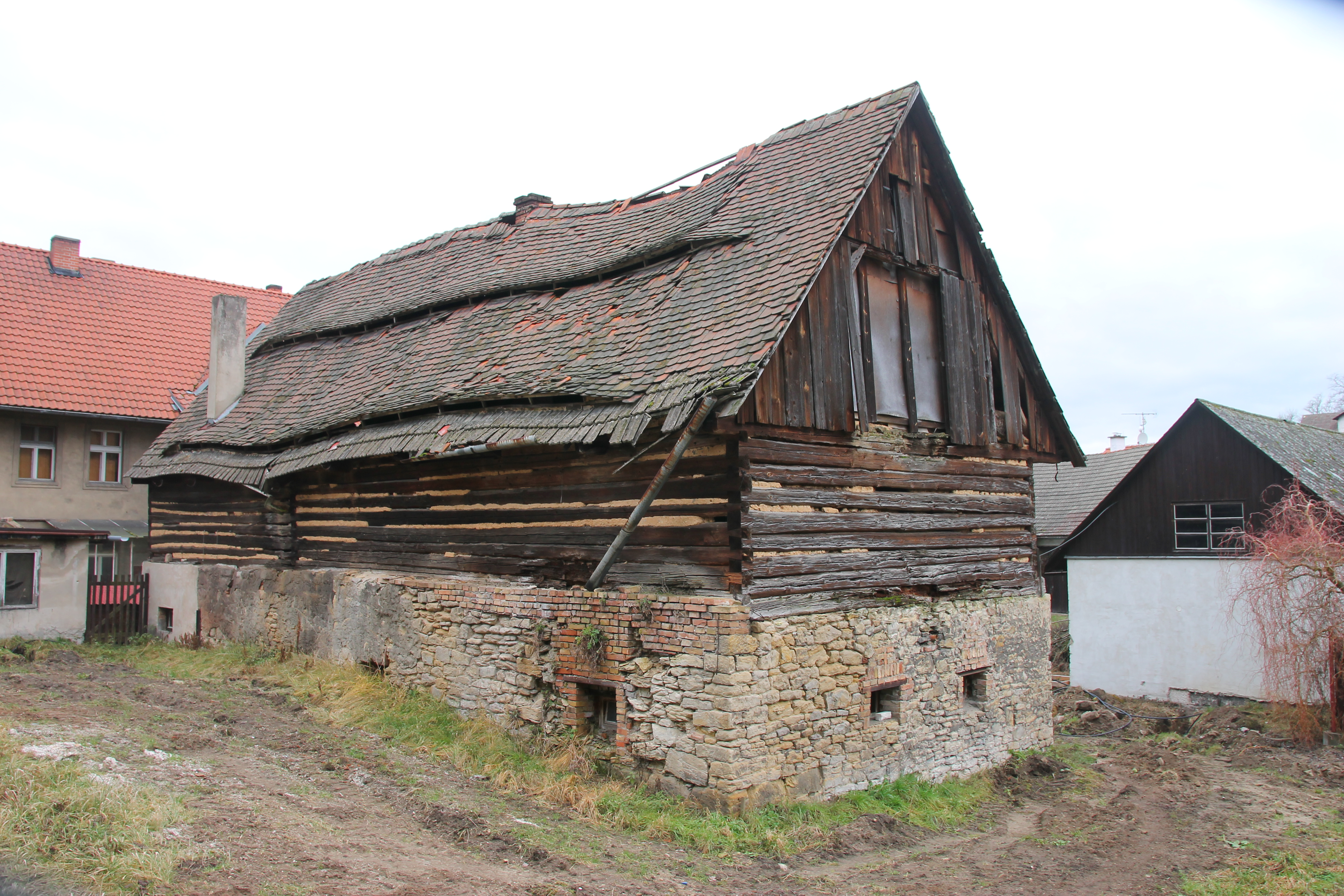
Roubené stavení v obci
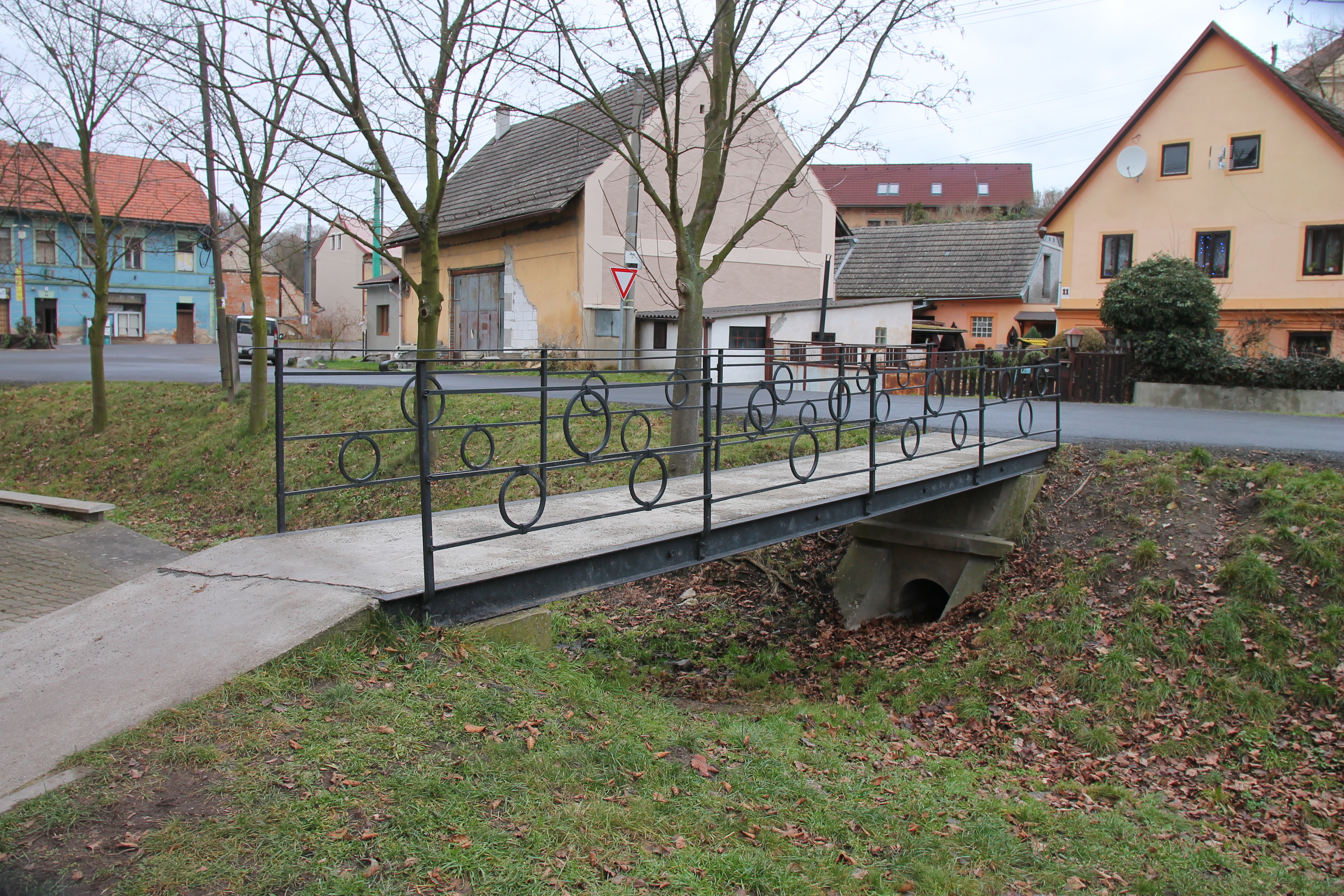
Lávka
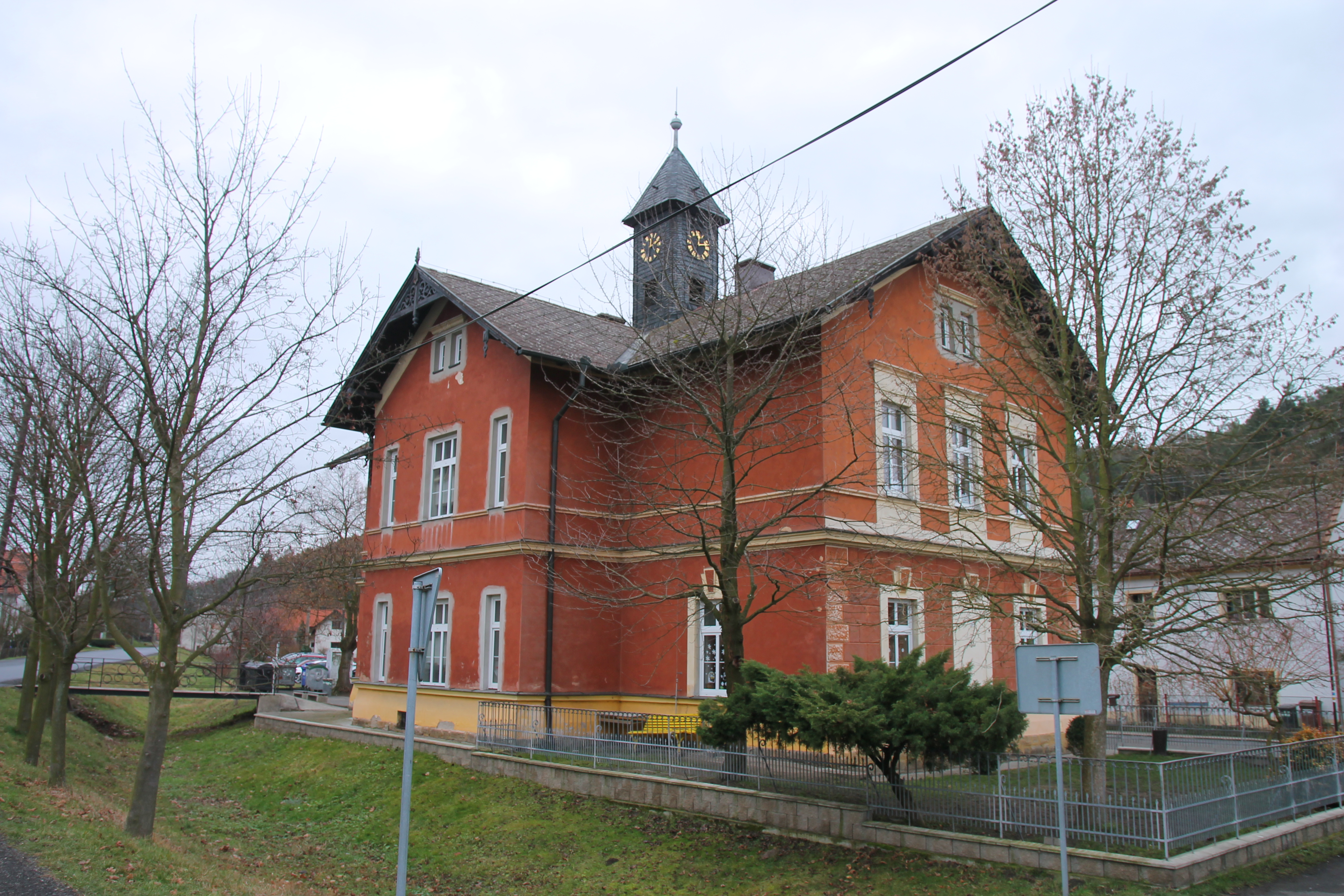
Budova školy
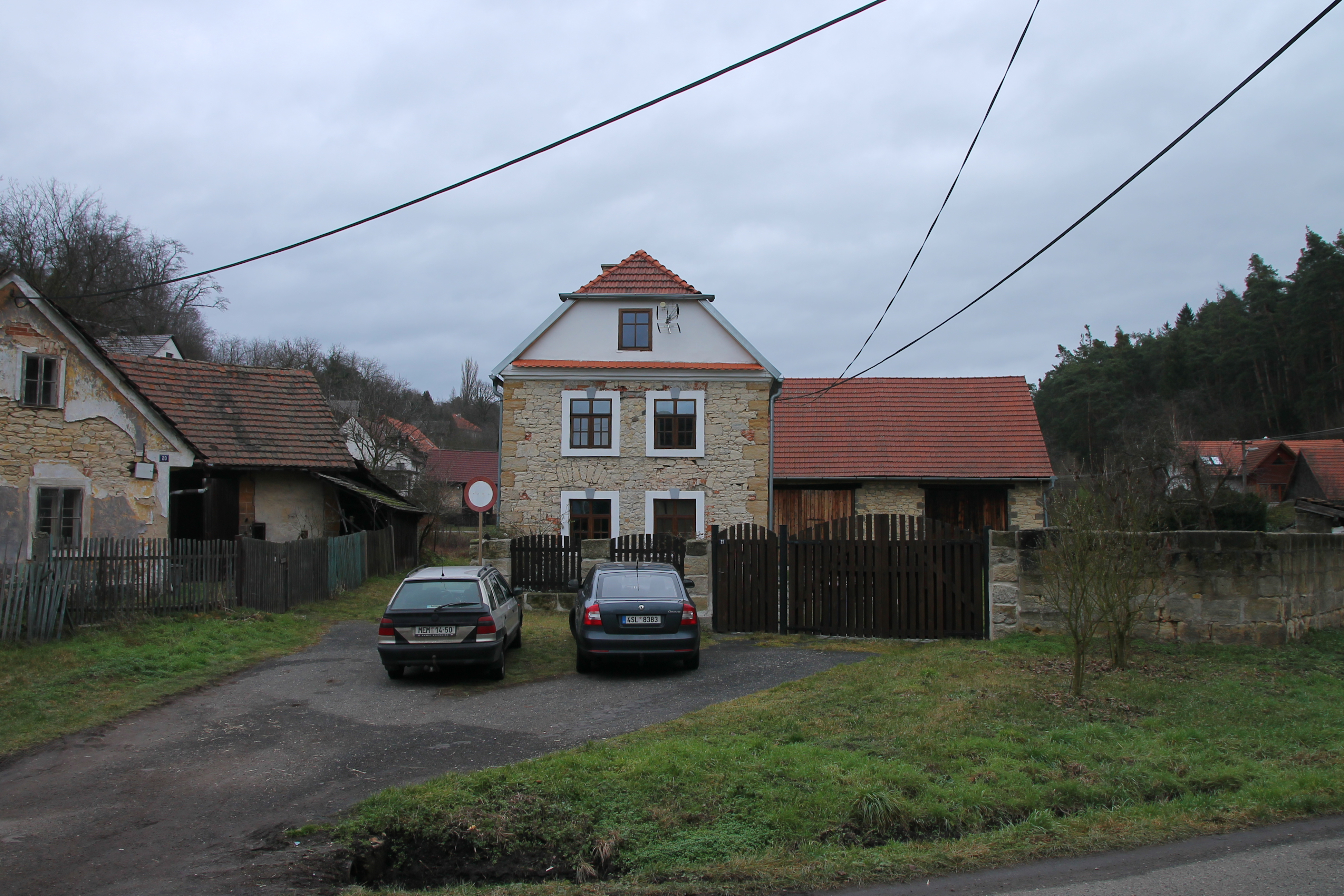
Chalupy v obci